# بیلی میلن (بازیکن فوتبال، زاده ۱۸۷۳)
بیلی میلن (انگلیسی: Billy Milne؛ 1873 – 10 january ۱۹۵۱ (۷۷−۷۸ سال)) بازیکن فوتبال بود.
از باشگاه‌هایی که در آن بازی کرده‌است می‌توان به باشگاه فوتبال ساندرلند اشاره کرد.